# Західний Логон (префектура)

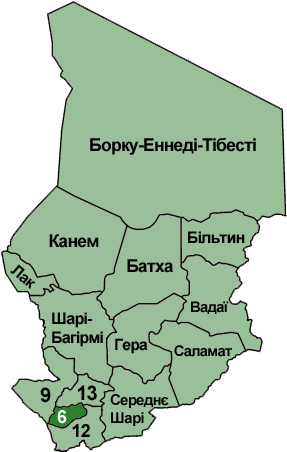
Західний Логон серед префектур Чаду.

Західний Логон (фр. Logone Occidental, араб. لوقون الغربية трансліт. Lūqūni l-Ġarbīyâ ) — найменша за площею з 14 префектур, на які розподілявся Чад в 1960—2000 роках. У 2002 році префектури були замінені на 18 регіонів, але новий регіон Західний Логон був створений цілком в межах колишньої префектури.
Західний Логон знаходився на південному заході Чаду. На півночі він межував з префектурою Танджиле, на сході і півдні — з префектурою Східний Логон, на заході — з префектурою Майо-Кебі.
Площа префектури становила 8695 км², населення станом на 1993 рік — 455 489 осіб. Столиця — місто Мунду.